# 無法割捨的祈願
無法割捨的祈願（日语：ゆずれない願い）是日本女性創作歌手田村直美的第4張單曲。1994年11月9日由Primitive Records／Polydor（環球音樂旗下公司）發行。

## 解說
標題曲「無法割捨的祈願」曾被讀賣電視台製作、日本電視台播出的電視動畫《魔法騎士雷阿斯》選為片頭主題曲使用。至目前為止累積銷售量創下109.2萬張（來自Oricon的調查）或超過120萬張（公稱）的最高記錄，成為田村直美自身的知名代表歌曲，並於1995年第46回NHK紅白歌合戰節目中由田村本人獻唱。於Oricon單曲公信榜初次亮相時進入第9名，並創下初次亮相之後連續3週至9週留在前10名的成績，還有創下1995年度年榜CD單曲銷售量排名第31名的最高記錄。
另外，「無法割捨的祈願」曾經在家用電子遊戲《pop'n music14 FEVER！》收錄，並由田村親自重新錄製翻唱。
後來，2008年的『Hello again』（專輯『Rockfield willow』收錄）以answer song的方式錄製，還有同樣在2008年發行的合輯中收錄。
2010年11月4日由街機音樂遊戲《REFLEC BEAT plus》將包含「無法割捨的祈願」在內的4首歌曲以『田村直美 PACK』的方式進行配信。
2013年，「無法割捨的祈願」也被日本職棒當作效力廣島東洋鯉魚的選手菊池涼介的登場歌曲。
至於B面歌曲「那一天兩人都不在了」曾被東京電視台紀錄片綜藝節目《我家住宅大作戰！》選為片尾主題曲使用。
2019年3月1日，「無法割捨的祈願」在Sony Music Entertainment的平成動畫歌曲大賞人氣投票活動「平成動畫歌曲大賞」中獲得歌手歌曲賞（1989年－1999年）。

## 收錄歌曲
所有歌曲由田村直美作詞，石川寬門作曲（與田村直美共同），井上龍仁、高橋利光編曲。
1. 無法割捨的祈願
  - 讀賣電視台製作、日本電視台播出電視動畫《魔法騎士雷阿斯》片頭主題曲
2. 那一天兩人都不在了
  - 東京電視台紀錄片綜藝節目《我家住宅大作戰！（日语：住宅バラエティー 我が家・大作戦!）》片尾主題曲
  - 該歌曲從未在田村的個人專輯收錄
3. 無法割捨的祈願 (inst.)

## 參與樂手
- 北島健二（日语：北島健二）（FENCE OF DEFENSE）－吉他
- 坂井紀雄（日语：坂井紀雄）－貝斯
- 渡嘉敷祐一－鼓手
- 鷹羽仁－鍵盤手

## 收錄專輯
- N'（日语：N'）（#1，1995年6月1日發行）
- Thanx a Million（日语：Thanx a Million）（#1[3]，1996年12月21日發行）
- GOLDEN☆BEST 田村直美（日语：GOLDEN☆BEST 田村直美）（#1、#2，2004年9月8日發行）
- Tamura Naomi A.K.A. Sho-ta Sho-ta A.K.A. Tamura Naomi（日语：Tamura Naomi A.K.A. Sho-ta Sho-ta A.K.A. Tamura Naomi）（#1，2007年1月21日發行）
- Pearly Gate（日语：Pearly Gate）（#1，2010年2月24日發行）
- RESPECT FOR THE SONG OF ANIMATION（日语：リスペクト フォー アニソン）（#1，2012年7月11日發行）

## 翻唱
無法割捨的祈願
- 川村由美（日语：川村ゆみ）－《孩子的歌／無法割捨的祈願》（1995年6月21日）
- 石田燿子－《MAX ～THE POWER OF NEW ANIMATION SONGS～》（2000年）
- 下川美娜－《Remember》（2006年）
- 桃井晴子－《翻唱電車》（2007年）
- YURiE - 《EXIT TRANCE PRESENTS CODE SPEED  BEST》（2007年）
- 緒方惠美－《。》（2007年）
- 遠藤正明－《ENSON2》（2008年）
- 喜多村英梨－《百歌聲爛》
- 鹿野優以－《百歌聲爛》
- romi－《那首歌2（日语：あのうた2）》（2009年）
- 中川翔子－（2010年）
- HIMEKA－（2010年）
- 豐口惠－柏青哥遊戲《CR花札物語（日语：CR花札物語）》（平和（日语：平和 (パチンコ)））的蘭Chance（中大獎時）中的樂曲（2010年）
- THE BEETHOVEN（日语：THE BEETHOVEN）－專輯「V-ANIME ROCKS evolution」收錄（2013年）
- SHIHORI－「電光石火！動畫歌曲翻唱MIX!!」（2013年10月30日）
- 鈴木木乃美－鈴木木乃美17歳 BIRTHDAY前夜祭 ～一緒!!～（2013年11月4日）
- 高原步美&五位堂結 starring 竹達彩奈&高垣彩陽－專輯《只有神知道的世界 角色·翻唱ALBUM2 ～選曲：若木民喜～》收錄（2014年）
- KOTOKO&南里侑香
- Machico－《COLORSII -RML-》（2015年）
- 利維·艾莉法－《Prismatic Colors》（2020年10月28日）收錄[4]。

那一天兩人都不在了
- 柴咲幸－（2016年）

## 外部連結
- YouTube上的無法割捨的祈願－魔法騎士